# إذخر كروي
إذخر كروي (الاسم العلمي:Cymbopogon globosus) هو نوع من النباتات يتبع جنس الإذخر من الفصيلة النجيلية.